# Лайден, Джордан
Джордан Дэвид Лайден (англ. Jordan David Lyden; род. 30 января 1996, Перт, Австралия) — австралийский футболист, опорный полузащитник клуба «Лейтон Ориент». Выступал за сборную Австралии среди игроков до 20 лет.

## Биография
Джордан родился в семье англичан Кевина и Донны Лайденов в австралийском городе Перт. На родине он выступал за молодёжную команду «Джундалуп», игроком которой стал в возрасте семи лет. В детские годы Лайден подавал большие надежды, в десять лет он впервые отправился в Англию и побывал на просмотре в «Астон Вилле» и «Челси». В 12 лет Лайден выбрал «Астон Виллу» и регулярно проводил тренировки с молодёжным составом клуба. В 16 лет он окончательно переехал в Англию и поступил в молодёжную академию «Астон Виллы». Позднее Лайден стал капитаном молодёжной команды клуба. В 2013 году вместе с молодёжной командой «Астон Виллы» Джордан стал победителем юношеского европейского турнира NextGen Series.

### Клубная карьера
В декабре 2015 года Лайден был переведён из молодёжного состава «Астон Виллы» в основной. 13 декабря 2015 года он впервые попал в заявку команды на матч Премьер-лиги с «Арсеналом», но остался в запасе. 9 января 2016 года Лайден дебютировал на профессиональном уровне в матче Кубка Англии против «Уиком Уондерерс», выйдя на замену на 83-й минуте. 19 января он вновь сыграл с «Уикомом» в переигровке, на этот раз вышел в стартовом составе и провёл на поле весь матч. 14 февраля Лайден дебютировал в Премьер-лиге, выйдя на замену в матче с «Ливерпулем». До конца сезона 2015/2016, по итогам которого «Астон Вилла» покинула Премьер-лигу, австралиец принял участие ещё в трёх матчах, два из которых начинал в стартовом составе.

### Выступления за сборную
Лайден имеет право выступать как за сборную Австралии, где он родился, так и за сборную Англии, где родились его родители. Сам он выбрал австралийскую сборную. В сентябре 2013 года Лайден был вызван в сборную Австралии среди игроков до 20 лет на матчи отборочного турнира к чемпионату Азии среди юношеских команд. 3 октября он дебютировал за сборную в матче со сверстниками из Гонконга.

## Статистика
| Клуб             | Сезон            | Национальный чемпионат | Национальный чемпионат | Национальный чемпионат | Национальные кубки | Национальные кубки | Еврокубки | Еврокубки | Всего | Всего |
| Клуб             | Сезон            | Лига                   | Игры                   | Голы                   | Игры               | Голы               | Игры      | Голы      | Игры  | Голы  |
| ---------------- | ---------------- | ---------------------- | ---------------------- | ---------------------- | ------------------ | ------------------ | --------- | --------- | ----- | ----- |
| Астон Вилла      | 2015/2016        | Премьер-лига           | 4                      | 0                      | 2                  | 0                  | 0         | 0         | 6     | 0     |
| Всего за карьеру | Всего за карьеру | Всего за карьеру       | 4                      | 0                      | 2                  | 0                  | 0         | 0         | 6     | 0     |